# Lasioglossum vexator
Lasioglossum vexator là một loài Hymenoptera trong họ Halictidae. Loài này được Krombein mô tả khoa học năm 1950.